# Cantó de Maure-de-Bretagne
El cantó de Maure-de-Bretagne (bretó Kanton Anast) és una divisió administrativa francesa situat al departament d'Ille i Vilaine a la regió de Bretanya.

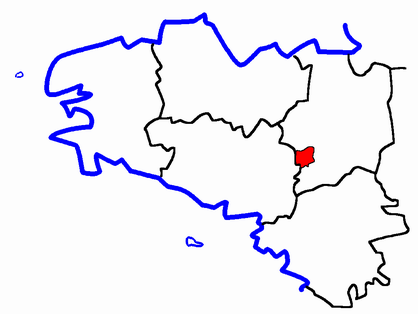
Situació del cantó

## Composició
El cantó aplega 9 comunes :
| Nom francès         | Nom bretó        | Població | km²    | Codi Postal | Codi INSEE |
| Bovel               | Bovel            | 331      | 14,60  | 35330       | 35035      |
| Campel              | Kempel           | 403      | 11,10  | 35330       | 35048      |
| Comblessac          | Komlec'hieg      | 487      | 17,23  | 35330       | 35084      |
| La Chapelle-Bouëxic | Chapel-ar-Veuzid | 809      | 20,66  | 35330       | 35057      |
| Les Brulais         | Ar Brugeier      | 400      | 11,96  | 35330       | 35046      |
| Loutehel            | Loutehel         | 191      | 7,21   | 35330       | 35160      |
| Maure-de-Bretagne   | Anast            | 2.470    | 66,76  | 35330       | 35168      |
| Mernel              | Merenell         | 754      | 17,37  | 35330       | 35175      |
| Saint-Séglin        | Sant-Sewenn      | 433      | 9,40   | 35330       | 35311      |
| Cantó               | Anast            | 6.278    | 176,29 | -           | 3521       |

## Evolució demogràfica
| 1962  | 1968  | 1975  | 1982  | 1990  | 1999  |
| ----- | ----- | ----- | ----- | ----- | ----- |
| 6.765 | 6.457 | 6.115 | 5.977 | 6.148 | 6.278 |

## Història
| Data d'elecció                           | Identitat          | Partit        | Qualitat |
| ---------------------------------------- | ------------------ | ------------- | -------- |
| 1976-1988                                | Ange Barre         | Divers droite |          |
| 1988-1994                                | Georges François   | Divers droite |          |
| 1994-2008                                | Marcel Joly        | Divers droite |          |
| 2008-                                    | Pierre-Yves Reboux | MoDem         |          |
| les dades anteriors no són pas conegudes |                    |               |          |
|                                          |                    |               |          |